# Браун-Рамзи, Джеймс, маркиз Далхаузи
Джеймс Эндрю Браун-Рамсей, Десятый граф Дальхузи (англ. James Andrew Broun-Ramsay, 1st Marquis of Dalhousie; 22 апреля 1812 — 19 декабря 1860) — британский государственный деятель шотландского происхождения, который впервые в истории осуществил централизацию прежде раздробленной Индии, во многом предопределив её современные границы и административное деление. На следующий год после его ухода в отставку недовольные агрессивной централизаторской политикой Дальхузи индийцы подняли восстание сипаев.

## Биография
Будущий реформатор — сын и наследник 9-го графа Дальхузи — родился и умер в родовом замке рода Дальхузи в Мидлотиане. После обучения в Оксфорде он был в 1837 году избран в Парламент от партии тори. В правительстве Роберта Пиля служил сначала вице-президентом, а затем президентом Торговой палаты. При его деятельном участии Великобритания первой из европейских держав покрылась густой сетью железных дорог. После прихода к власти вигов Дальхузи было предложено стать самым молодым в истории генерал-губернатором Индии.
По прибытии в Калькутту в 1847 году молодой администратор обнаружил, что Индия представляет собой лоскутное одеяло мелких княжеств, населённых враждебно настроенными друг к другу народами и конфессиями. Своей насущной задачей Дальхузи видел сплочение этих феодальных образований путём создания сети дорог, в том числе железных. Вслед за своим предшественником Бентинком он ополчился против таких пережитков средневековья, как убийство девочек в Пенджабе и человеческие жертвоприношения в нагорных районах Ориссы.
Дальхузи принимал участие в проектировании первых в Южной Азии железных дорог и телеграфных линий, заботился о благосостоянии занятых на строительстве рабочих и о выплате компенсаций владельцам земель, по которым проходили линии сообщения. При нём была достроена до Мултана Великая колёсная дорога, а дорогостоящие методы почтовой доставки были заменены единой почтовой системой, услуги которой отличались оперативностью, надёжностью и дешевизной.
В области внешней политики первой заботой Дальхузи было протвостояние с сикхами. Незадолго перед его прибытием в Индию англичанам с большим трудом удалось одержать победу в войне с сикхами. В апреле 1848 года в Мултане поднялось восстание, которое к концу года охватило весь Пенджаб. Дальхузи поначалу медлил с подавлением волнений, но в конце концов направил на северо-запад несколько дивизий. За аннексию Пенджаба королева Виктория даровала ему титул маркиза.
Следующим острым вопросом был бирманский. Допущенные в Рангуне в отношении британских купцов насильственные действия привели (1852) ко Второй англо-бирманской войне, в ходе которой англичанам удалось значительно прирастить свои колониальные владения на востоке. Оккупирован был не только Рангун, но и вся провинция Пегу.
В отношении мелких индийских княжеств (Сатара, Джханси, Нагпур) Дальхузи применял доктрину «выморочности». По субсидиарным соглашениям с Британской Ост-Индской компанией раджи допускали в свои владения британских солдат и советников. В случае отсутствия прямых наследников они обращались к генерал-губернаторам с ходатайством об усыновлении того или иного лица. При Дальхузи такие ходатайства отвергались, а княжества подлежали насильственному включению в состав английских владений как «выморочное имущество».
Апофеозом агрессивной политики Дальхузи стала аннексия Ауда (1856). У местного наваба имелись наследники, однако генерал-губернатор настоял на его смещении под надуманным предлогом. Следствием присоединения Ауда к британским владениям стала потеря привилегий не только мусульманской элитой княжества, но и военными-сипаями. Вскоре после ухода Дальхузи в отставку (1856) последние подняли масштабное Восстание сипаев.